# Lena Åhlman
Anna Lena Åhlman, född 18 juli 1931 i Stockholm, är en svensk målare och tecknare.
Hon är dotter till Bernhard Schill och Ingrid Emma Marta Brandting och från 1952 gift med reklamtecknaren Olle Åhlman. Hon studerade på avdelningen för dekorativt måleri vid Konstfackskolan i Stockholm 1949–1954. Hon var 1954–1956 verksam som biträde vid Alfred Nilsons konservatorateljé och biträdde honom vid arbeten i olika kyrkor och på Drottningholms slott. Hon vistades en kortare tid som San Michele stipendiat på Capri 1956. Som konstnär medverkade hon i ett flertal grupp- och samlingsutställningar, bland annat i Nationalmuseums Unga tecknare.